# Elaphoglossum sikkimense
Elaphoglossum sikkimense là một loài dương xỉ trong họ Dryopteridaceae. Loài này được A.Biswas & S.R.Ghosh mô tả khoa học đầu tiên năm 1984.
Danh pháp khoa học của loài này chưa được làm sáng tỏ. 